# Verbum supernum prodiens

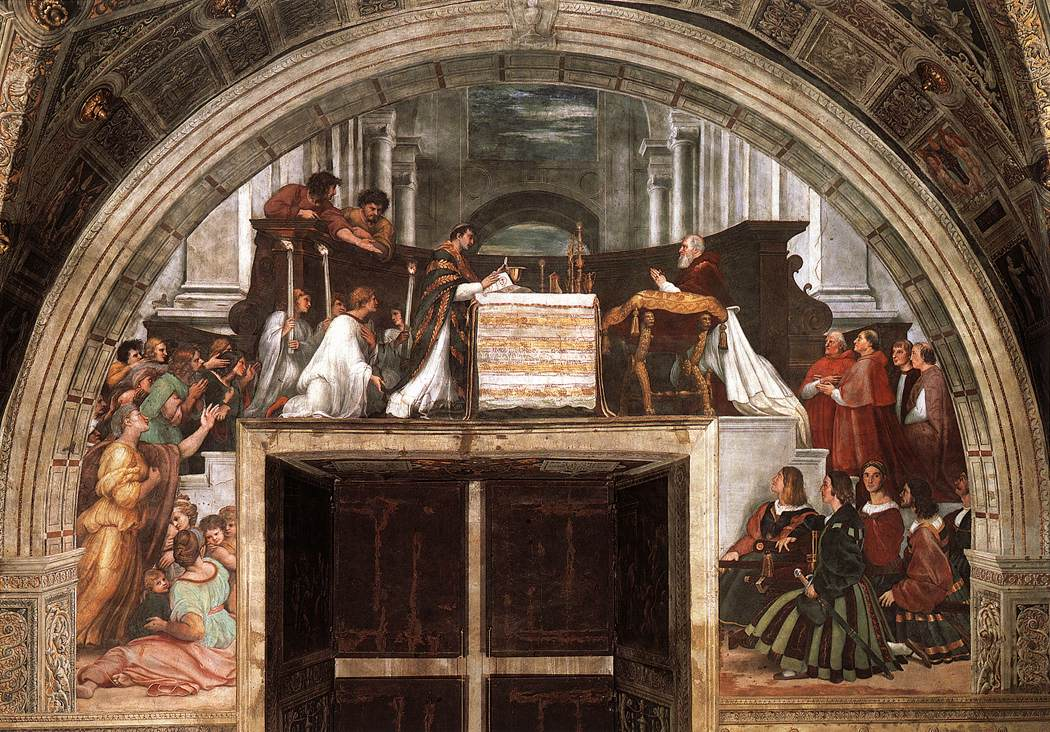
Mše v Bolseně, při které se udál eucharistický zázrak. Hostie v rukou kněze Petra z Prahy začala během přepodstatnění krvácet. (Raffael Santi, 1512)

Verbum supernum prodiens (Slovo nebeské vyšlo v svět, doslova: Slovo shůry sestupující) je katolický hymnus od svatého Tomáše Akvinského (1225–1274). Byl napsán pro novou Slavnost Těla a Krve Páně.

## Charakteristika
Pojednává o ustanovení eucharistie Kristem při poslední večeři, o jeho utrpení a smrti.
Poslední dvě sloky jsou také užívány jako samostatný hymnus O salutaris hostia, který se zpívá při adoraci Nejsvětější svátosti.
Jev, kdy je strofa začínající slovy O Salutaris Hostia často považována za samostatný hymnus, se vyskytl i u jiných hymnů, které Tomáš Akvinský napsal pro Slavnost Těla a Krve Páně: Sacris solemniis (poslední dvě sloky začínající Panis angelicus), Adoro te devote (sloka začínající "Pie pelicane, Jesu Domine") a Pange lingua gloriosi corporis mysterium (poslední dvě sloky začínající Tantum ergo).
Existuje také nesouvisející latinský hymnus pro svátek Narození Páně stejného jména.

## Text
| Latinsky 1 Verbum supernum prodiens, Nec Patris linquens dexteram, Ad opus suum exiens, Venit ad vitæ vesperam. 2. In mortem a discipulo Suis tradendus æmulis, Prius in vitæ ferculo Se tradidit discipulis. 3. Quibus sub bina specie Carnem dedit et sanguinem; Ut duplicis substantiæ Totum cibaret hominem. 4. Se nascens dedit socium, Convescens in edulium, Se moriens in pretium, Se regnans dat in præmium. 5. O salutaris Hostia Quæ cœli pandis ostium. Bella premunt hostilia; Da robur, fer auxilium. 6. Uni trinoque Domino Sit sempiterna gloria: Qui vitam sine termino, Nobis donet in patria. Amen. |  | Česky 1. Slovo nebeské vyšlo v svět neodstupujíc od trůnu, za dílem svým se davši vpřed dospělo k sklonku svojich dnů. 2. Jsa na smrt vydán žákem svým nepřátelům svým zlovolným, napřed se chlebem životním dal učedníkům oddaným. 3. Pod dvojí dal se způsobou, dal tělo jim i svoji krev, by nasycen byl z těchto dvou člověka dvojnásobný zjev. 4. Nám druhem stal se v zrození, nám chlebem stal se v jedění, svým skonem dal se za cenu, svým vítězstvím pak v odměnu. 5. O naše spáso, hostie, jež bránu ráje otvíráš: boj nepřátelský hořký je, dej síly, mocná naše stráž. 6. Zněj Bohu trojjedinému na věky věkův oslava; on k životu nás věčnému veď do vlasti, kde ostává. Amen. |  |